# Oppenheimer (efternamn)
Oppenheimer är ett efternamn som burits av bland andra:
- Alan Oppenheimer (född 1930), amerikansk röstskådespelare
- Bertil Oppenheimer (född 1950), svensk revisor och författare
- Ernest Oppenheimer (1880–1957), sydafrikansk industriman
- Franz Oppenheimer (1864–1943), tysk sociolog
- Jonny Oppenheimer (1923–2005), tysk-svensk målare
- Joseph Süß Oppenheimer (1698–1738), tysk finansman
- Joshua Oppenheimer (född 1974), amerikansk-brittisk filmregissör och författare
- Robert Oppenheimer (1904–1967), amerikansk fysiker